# Dalit
Daliti, ili "nedodirljivi", sloj društva koji je na najnižem nivou u indijskom sustavu kastâ. Kršćanski daliti danas čine 2,3 posto od 1,3 milijardi indijskoga, većinski hinduističkoga, stanovništva. Od toga daliti čine oko 60 posto indijske kršćanske zajednice. Muslimana je oko 14 posto.
Prema vjerovanju nemaju nijednu varnu. To znači da se razlikuju od ostalih kasta što u sebi nemaju nijedan dio božanstva Puruše. Nemaju nikakav status u društvu. Smiju obavljati samo najgore i najteže poslove: čišćenje izmeta, prosjačenje, prostitucija, nošenje leševa. Kaste koje su iznad njih izbjegavaju ih dodirnuti, ne gledaju u njih, ne rukuju se s njima. Drže ih ljudima ispod zakona. Žene iz ove kaste više kaste redovno siluju misleći da na to imaju pravo. Zabranjeno im je ući u ugostiteljske objekte. U trgovačkim radnjama ne dodaje im se hrana u ruke, nego im se baca na pod. Daliti ne smiju ići u škole i hramove. Često nemaju ni pristup izvorima pitke vode. Ekonomski su zakinuti i nemaju osnovnih sredstava za život. Smatraju ih "beskorisnima za društvo", preziru ih, zanemaruju i diskriminiraju.
Rođeni u ovoj kasti zauvijek su zatočeni u njoj i nikad ne mogu izaći iz nje. Zadnjih godina izborili su nekakva prava pa su manje diskriminirani u gradskim sredinama, dok po selima i dalje žive užasnim životom predaka.
10. kolovoza 1950. indijski predsjednik Rajendra Prasad potpisao je ustavnu uredbu koja u 3. članku isključuje sve ne-hinduse iz privilegija pridržanima bivšim „nedodirljivima”. Sikhi su pripušteni u više kaste 1956. godine. Budistima je to omogućeno 1990. godine. Kršćanski i muslimanski daliti i dalje su ostali marginalizirani. Današnji indijski ustav takvu diskriminaciju kvalificira zločinom protiv zakona, no nastavlja se u društvu. 10. kolovoza 2009. Indijska biskupska konferencija u suradnji s Nacionalnim vijećem Crkava i Nacionalnim vijećem dalitskih kršćana „Crni dan” prvi put je obilježila Crni dan, na obljetnicu potpisivanja Prasadove uredbe.